# اتحاد مقدس (۱۵۷۱)

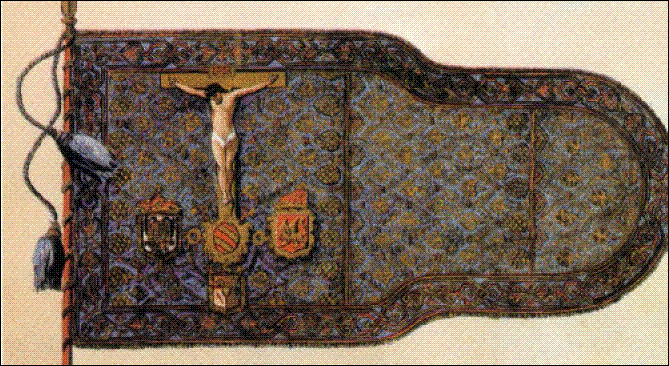
پرچم اتحاد مقدس که در کشتی جان اتریشی افراشته شده بود.

اتحاد مقدس (به لاتین: Liga Sancta) ،(به اسپانیایی: Liga Santa) ،(به ایتالیایی: Lega Santa) ارتش دریایی کشورهای کاتولیک حاشیه مدیترانه به جز امپراتوری روم و فرانسه بود که در ۲۵ می ۱۵۷۱ میلادی به دستور پاپ پیوس پنجم و به منظور مبارزه با سلطهٔ امپراتوری عثمانی بر ساحل شرقی مدیترانه تشکیل شد. اعضای این اتحاد به شرح زیر بودند:
- ایالات پاپی تحت فرمان پیوس پنجم
- پادشاهی اسپانیا تحت فرمان فیلیپ دوم (به انضمام ناپل و سیسیل)
- جمهوری ونیز
- جمهوری جنوا
- شوالیه‌های مالت
- دوک‌نشین توسکانی و شوالیه‌های سنت استفان
- دوک نشین سوی
- دوک نشین اوربانو
- دوک‌نشین پارما

این متحدان در مجموع ۲۰۰ گالی، ۱۰۰ عدد انواع دیگر کشتی، ۵۰۰۰۰۰ پیاده‌نظام، ۴۵۰۰ سواره نظام و تعداد زیادی توپخانه را تا ۱ آوریل برای نبرد گرد آوردند. جان اتریشی برادر نامشروع فیلیپ دوم اسپانیا به عنوان فرمانده این اتحاد بود.